# Dézsánfalva
Dézsánfalva románul: Dejan, falu Romániában, a Bánságban, Temes megyében.

## Fekvése
Temesmórától északkeletre fekvő település.

## Története
Dézsánfalva nevét 1717-ben említette először oklevél Radovanz néven. 1808-ban Désánfalva, Deschanfalva, Dexanova, 1913-ban Dézsánfalva néven említették.
Dézsánfalva helyén, a török hódoltság végén, Radovanz nevű helység állt, mely az 1717. évi kamarai jegyzékben 20 házzal szerepelt és 1723-1725 között a gróf Mercy térképén és az 1761. évi hivatalos térképen is lakott helyként volt feltüntetve. Első román lakosai még itt találták a török hódoltság alatt elpusztult templom romjait, ebből építették fel első templomukat, de a románok elhagyták a falut, 1805-ben lelkészükkel együtt átköltöztek Mramorákra. Később magyarok is érkeztek, de rövid idő múlva ők is elköltöztek. A jelenlegi helységet Deschan József kamarai adminisztrátor 1790-1810 között telepítette a kincstári birtokon s így kapta a Dézsánfalva nevet. Lakosai Szeged környékéről érkezett római katolikus telepesek voltak. Ma főként magyarok és szerbek lakják.
1851-ben Fényes Elek írta a településről:  „Dézsánfalva, magyar-rácz-német-oláh falu, Temes vármegyében, hajdan Ilanova, utolsó postája Moravicza 1/2 mérföldnyire. Lakja 570 római katholikus, 390 óhitű, anyatemplommal...Földe fekete agyag s első osztálybeli; terem leginkább búzát, kukoricát és árpát; rétjei, legelője zsírosak, s ennélfogva a szarvasmarha-hizlalás itt nagyban üzetik. A fentebb megirt népességből 441 magyar, 170 német, 343 szerb, 82 oláh. Bírja a helységet a Gyika család, u. m. özv. Gyika Katalin asszony, és Gyika Tivadar, Emanuel, Szilárd és György testvérek.”
A  trianoni békeszerződés előtt Temes vármegye Verseci járásához tartozott.
1910-ben 963 lakosából 569 magyar, 167 szerb, 137 román volt. Ebből 623 római katolikus, 320 görög keleti ortodox, 11 református volt.

## Nevezetességek
- Görög keleti temploma a 19. század elején épült.
- Római katolikus temploma 1901-ben épült.